# Eleanor Dickinson
Eleanor May Dickinson –conhecida como Ellie Dickinson– (Carlisle, 4 de junho de 1998) é uma desportista britânica que compete no ciclismo nas modalidades de rota e pista.
Ganhou três medalhas no Campeonato Mundial de Ciclismo em Pista entre os anos 2018 e 2020, e quatro medalhas no Campeonato Europeu de Ciclismo em Pista entre os anos 2017 e 2019.

## Medalheiro internacional
| Campeonato Mundial | Campeonato Mundial         | Campeonato Mundial | Campeonato Mundial      |
| Ano                | Lugar                      | Medalha            | Competição              |
| ------------------ | -------------------------- | ------------------ | ----------------------- |
| 2018               | Apeldoorn ( Países Baixos) | Medalha de prata   | Perseguição por equipas |
| 2019               | Pruszków ( Polónia)        | Medalha de prata   | Perseguição por equipas |
| 2020               | Berlim ( Alemanha)         | Medalha de prata   | Perseguição por equipas |
| Campeonato Europeu |                            |                    |                         |
| Ano                | Lugar                      | Medalha            | Competição              |
| 2017               | Berlim ( Alemanha)         | Medalha de ouro    | Madison                 |
| 2017               | Berlim ( Alemanha)         | Medalha de prata   | Perseguição por equipas |
| 2018               | Glasgow ( Reino Unido)     | Medalha de ouro    | Perseguição por equipas |
| 2019               | Apeldoorn ( Países Baixos) | Medalha de ouro    | Perseguição por equipas |

1. 1 2 3  Competiu na rodada de classificação.

## Palmarés
2018
- 3.ª no Campeonato do Reino Unido em Estrada [2]